# Campeonato mundial B de hockey sobre patines masculino
El Campeonato Mundial "B" hockey sobre patines  fue una competencia oficial de hockey patín organizada por la Federación Internacional de Patinaje (FIRS) y el Comité Internacional de Hockey sobre Patines (CIRH), entre los años 1984 y 2014. 

## Historia
El Campeonato Mundial B de hockey se empezó a disputar cada 2 años desde 1984 con inscripción libre para los seleccionados que no disputan el Campeonato Mundial A. Los 3 primeros clasificados disputan el siguiente Campeonato A. En las 2 primeras ediciones participan 9 selecciones y en la tercera participan 12, registrándose en esta época los debuts de Macao, Costa Rica, Taiwán y Ecuador.
El Hockey sobre Patines adquiere por primera vez la condición de Deporte Olímpico al ser incluido como deporte de exhibición en los Juegos Olímpicos de 1992 de Barcelona, en los que compiten los 12 participantes del Campeonato Mundial A de 1991. Esto implica que los 3 primeros clasificados en la 4.ª edición del Campeonato Mundial B (1990) quedan clasificados automáticamente para dichos Juegos Olímpicos. Esta circunstancia despierta el interés de muchas federaciones, junto con la voluntad de la FIRS de presentar un nutrido grupo de selecciones como participantes en sus competiciones. De este modo, la edición de 1990 tiene un récord de participación de 22 equipos, y el ciclo de campeonatos mundiales 1990-1991 alcanza un récord de partición no superado hasta hoy (2019) con 31 selecciones distintas entre ambos campeonatos. En 1990 debutaron 7 nuevas selecciones: Pakistán, China, Corea del Sur, Cuba y Hong Kong, junto a Andorra y Austria, los primeros países europeos que se incorporan desde Yugoslavia en 1955.
En las posteriores ediciones el número de participantes se reduce nuevamente, oscilando entre 10 y 19. Se incorporan Sudáfrica, Israel, Corea del Norte y Bangladés. En la edición de 2004 la FIRS admite provisionalmente a la selección de Cataluña, proclamándose campeona del Campeonato Mundial B. No obstante, como la legislación española prohíbe la participación de selecciones regionales en las mismas competiciones en las que participe la selección de España, la admisión definitiva de Cataluña no tiene lugar y deja de participar en campeonatos oficiales.
El Campeonato Mundial B nunca ha alcanzado excesiva relevancia mediática ni de público. Por ello, en 2011 la FIRS plantea la posibilidad de reunificar ambos Campeonatos Mundiales y así propiciar el crecimiento de las selecciones más débiles. Sin embargo, en el congreso celebrado tras la disputa del Campeonato Mundial A se acuerda que el Campeonato Mundial B se dispute en 2012, designando como sede a la ciudad de Canelones, en Uruguay, postponiendo la decisión de unificación. Dicho torneo se disputa del 24 de noviembre al 1º de diciembre, logrando retornar al Mundial A los seleccionados de Sudáfrica e Inglaterra y alcanzando por primera vez la máxima categoría el de Austria.
Tras la disputa del Campeonato Mundial B 2012 en Canelones, la FIRS ofrece la organización del siguiente mundial a Países Bajos, cuya selección no había logrado el ascenso. La Federación Neerlandesa en un principio se muestra favorable a aceptar la propuesta, pero finalmente declina. En 2013 se debate nuevamente la posibilidad de suprimir el Mundial B y permitir que el Campeonato mundial A de hockey patines masculino de 2015 tuviera la participación abierta a todas las selecciones que desearan inscribirse. Finalmente se desecha esta idea y en julio de 2014 se decide conceder nuevamente la organización a la ciudad uruguaya de Canelones, a la vista de la buena organización y el éxito de público que se había experimentado en la edición 2012.
En 2017 la FIRS y la ICRH deciden dejar de realizar el Campeonato Mundial B, reorganizando el anterior campeonato A como una sola competencia con tres grandes grupos: Copa Mundial, Copa FIRS y Copa Confederaciones, todo ello dentro de los Juegos Mundiales de Patinaje.

## Historial del Campeonato Mundial B
| Año          | Sede                      |                | Campeón | Final Resultado | Subcampeón |      | Tercer lugar   | Resultado | Cuarto lugar |
| 1984 Detalle | París, Francia            | Francia        | Lig.    | Bélgica         | Inglaterra | Lig. | Angola         |           |              |
| 1986 Detalle | Ciudad de México, México  | Alemania       | Lig.    | Holanda         | Mozambique | Lig. | Australia      |           |              |
| 1988 Detalle | Bogotá, Colombia          | Colombia       | Lig.    | Suiza           | Chile      | Lig. | Australia      |           |              |
| 1990 Detalle | Macao, Portugal           | Brasil         | 1:0     | Suiza           | Australia  | 4:1  | Inglaterra     |           |              |
| 1992 Detalle | Andorra la Vieja, Andorra | Andorra        | 5:2     | Francia         | Angola     | 2:1  | Mozambique     |           |              |
| 1994 Detalle | Santiago, Chile           | Francia        | 4:1     | Angola          | Chile      | 5:1  | Colombia       |           |              |
| 1996 Detalle | Veracruz, México          | Estados Unidos | 4:1     | Holanda         | Colombia   | 5:1  | Andorra        |           |              |
| 1998 Detalle | Macao, Portugal           | Chile          | 5:4     | Estados Unidos  | Mozambique | 7:4  | Andorra        |           |              |
| 2000 Detalle | Chatham, Reino Unido      | Inglaterra     | 2:0     | Holanda         | Canadá     | 8:3  | Uruguay        |           |              |
| 2002 Detalle | Montevideo, Uruguay       | Andorra        | 5:4     | Colombia        | Inglaterra | 3:1  | Uruguay        |           |              |
| 2004 Detalle | Macao, China              | Cataluña       | 6:0     | Inglaterra      | Andorra    | 2:0  | Macao          |           |              |
| 2006 Detalle | Montevideo, Uruguay       | Mozambique     | Lig.    | Holanda         | Colombia   | Lig. | Macao          |           |              |
| 2008 Detalle | Vanderbijlpark, Sudáfrica | Estados Unidos | 7:3     | Holanda         | Colombia   | 9:1  | Sudáfrica      |           |              |
| 2010 Detalle | Dornbirn, Austria         | Estados Unidos | Lig.    | Sudáfrica       | Holanda    | Lig. | Austria        |           |              |
| 2012 Detalle | Canelones, Uruguay        | Sudáfrica      | 4:3     | Inglaterra      | Austria    | 3:1  | Uruguay        |           |              |
| 2014 Detalle | Canelones, Uruguay        | Austria        | 1:0     | Inglaterra      | Holanda    | 1:0  | Estados Unidos |           |              |

## Palmarés del Campeonato Mundial B
|    | País              | Campeón | Subcampeón | Tercero | Cuarto |
| -- | ----------------- | ------- | ---------- | ------- | ------ |
| 1  | Estados Unidos    | 3       | 1          | -       | 1      |
| 2  | Francia           | 2       | 1          | -       | -      |
| 3  | Andorra           | 2       | -          | 1       | 2      |
| 4  | Inglaterra (R.U.) | 1       | 3          | 2       | 1      |
| 5  | Colombia          | 1       | 1          | 3       | 1      |
| 6  | Sudáfrica         | 1       | 1          | -       | 1      |
| 7  | Mozambique        | 1       | -          | 2       | 1      |
| 8  | Chile             | 1       | -          | 2       | -      |
| 9  | Austria           | 1       | -          | 1       | 1      |
| 10 | Alemania          | 1       | -          | -       | -      |
| 10 | Brasil            | 1       | -          | -       | -      |
| 10 | Cataluña (ESP)    | 1       | -          | -       | -      |
| 13 | Países Bajos      | -       | 5          | 2       | -      |
| 14 | Suiza             | -       | 2          | -       | -      |
| 15 | Angola            | -       | 1          | 1       | 1      |
| 16 | Bélgica           | -       | 1          | -       | -      |
| 17 | Australia         | -       | -          | 1       | 2      |
| 18 | Canadá            | -       | -          | 1       | -      |
| 19 | Uruguay           | -       | -          | -       | 3      |
| 20 | Macao (CHN)       | -       | -          | -       | 2      |
|    | Total             | 16      | 16         | 16      | 16     |

## Participantes en los Campeonatos Mundiales
Un total de 46 selecciones han participado en alguna de las 42 ediciones disputadas del Campeonato mundial; 17 pertenecen a Europa (incluyendo a Israel), 13 a América, 10 a Asia, 4 a África y 2 a Oceanía. Únicamente Portugal e Italia han participado en todas las ediciones.
Resumen de participaciones:
| País              | Primera | Última | Mundial A | Mundial B |
| ----------------- | ------- | ------ | --------- | --------- |
| Portugal          | 1936    | 2015   | 42        | -         |
| Italia            | 1936    | 2015   | 42        | -         |
| Suiza             | 1936    | 2015   | 36        | 2         |
| Alemania          | 1936    | 2015   | 36        | 1         |
| Francia           | 1936    | 2015   | 32        | 4         |
| Inglaterra (R.U.) | 1936    | 2015   | 25        | 12        |
| Bélgica           | 1936    | 2000   | 17        | 3         |
| España            | 1947    | 2015   | 40        | -         |
| Países Bajos      | 1948    | 2015   | 35        | 8         |
| Egipto            | 1948    | 2014   | 6         | 4         |
| Dinamarca         | 1951    | 1958   | 6         | -         |
| Irlanda           | 1951    | 1984   | 5         | 1         |
| Brasil            | 1953    | 2015   | 25        | 1         |
| Chile             | 1954    | 2015   | 23        | 4         |
| Uruguay           | 1954    | 2014   | 5         | 9         |
| Noruega           | 1954    | 1956   | 3         | -         |
| Yugoslavia        | 1955    | 1955   | 1         | -         |
| Argentina         | 1960    | 2015   | 29        | -         |
| Japón             | 1964    | 2010   | 8         | 11        |
| Estados Unidos    | 1966    | 2014   | 24        | 6         |
| Nueva Zelanda     | 1968    | 2010   | 5         | 12        |
| Australia         | 1972    | 2010   | 8         | 14        |
| Mozambique        | 1978    | 2015   | 11        | 7         |
| Colombia          | 1980    | 2015   | 10        | 9         |
| Canadá            | 1980    | 2000   | 2         | 6         |
| India             | 1980    | 2010   | 1         | 6         |
| Angola            | 1982    | 2015   | 16        | 3         |
| México            | 1982    | 2012   | 1         | 10        |
| Venezuela         | 1982    | 1990   | 1         | 2         |
| Guatemala         | 1982    | 1982   | 1         | -         |
| Macao (POR / CHN) | 1984    | 2014   | 1         | 14        |
| Costa Rica        | 1986    | 1986   | -         | 1         |
| Taiwán            | 1988    | 1998   | -         | 4         |
| Ecuador           | 1988    | 1988   | -         | 1         |
| Andorra           | 1990    | 2009   | 6         | 5         |
| Austria           | 1990    | 2015   | 2         | 13        |
| Pakistán          | 1990    | 2000   | -         | 4         |
| China             | 1990    | 2004   | -         | 3         |
| Corea del Sur     | 1990    | 2002   | -         | 3         |
| Cuba              | 1990    | 1990   | -         | 1         |
| Hong Kong (R.U.)  | 1990    | 1990   | -         | 1         |
| Sudáfrica         | 1992    | 2015   | 3         | 10        |
| Israel            | 1992    | 2012   | -         | 6         |
| Corea del Norte   | 1998    | 2004   | -         | 2         |
| Cataluña (ESP)    | 2004    | 2004   | -         | 1         |
| Bangladés         | 2008    | 2008   | -         | 1         |

Otros ocho países han conformado alguna vez selecciones nacionales para participar en campeonatos continentales, pero nunca se han inscrito en un campeonato mundial: Puerto Rico (1979), Alemania Oriental (1990), Rusia (1994), Eslovenia (1994), Hungría (1994), Suecia (1998), Escocia (2001) y Paraguay (2013).